# Криптосистема Джентри
Криптосистема Джентри (от фамилии создателя Крейга Джентри) — первая возможная конструкция для полностью гомоморфной криптосистемы, основанная на криптографии на решетках. Впервые была предложена Крейгом Джентри в 2009 году и являлась темой его докторской диссертации. Схема Джентри поддерживает операции сложения и умножения над шифротекстом, что позволяет построить кольца для реализации любых произвольных вычислений. Впоследствии имела множество доработок и модификаций с целью улучшения её производительности.

## Описание алгоритма
Для схемы используются  идеальные решётки J в цепочках многочленов по модулю {\displaystyle f_{n}(x)=x^{n}+1}.
Эрмитова нормальная форма идеальной решётки имеет вид:
{\displaystyle HNF(J)=\quad \left[{\begin{array}{ccccc}d&0&0&0&0\\-r&1&0&0&0\\-[r^{2}]_{d}&0&1&0&0\\-[r^{2}]_{d}&0&0&0&0\\\vdots &&&\ddots &\\-[r^{n-1}]_{d}&0&0&0&1\end{array}}\right]},
где {\displaystyle d=det(J)} и r — корень для {\displaystyle f_{n}(x)} по модулю d.
Генерация ключей
1. Выбирается произвольная n-мерная целочисленная решётка v, где каждый вход {\displaystyle v_{i}} выбирается наугад, как t-разрядное число. С помощью этого вектора v формально определяется многочлен {\displaystyle v(x)=\sum _{i\mathop {=} 0}^{n-1}v_{i}x^{i}}, а также соответствующая матрица поворота:

{\displaystyle V=\quad \left[{\begin{array}{ccccc}v_{0}&v_{1}&v_{2}&&v_{n-1}\\-v_{n-1}&v_{0}&v_{1}&&v_{n-2}\\-v_{n-2}&v_{n-1}&v_{0}&&v_{n-3}\\&&&\ddots &\\-v_{1}&-v_{2}&-v_{3}&&v_{0}\end{array}}\right]}
1. Вычисляется инверсия для {\displaystyle v(x)} по модулю {\displaystyle f_{n}(x)}, то есть многочлен {\displaystyle w(x)} степени не более n-1, что {\displaystyle v(x)*w(x)=const{\bmod {f}}_{n}(x)}. Тогда матрица

{\displaystyle W=\quad \left[{\begin{array}{ccccc}w_{0}&w_{1}&w_{2}&&w_{n-1}\\-w_{n-1}&w_{0}&w_{1}&&w_{n-2}\\-w_{n-2}&w_{n-1}&w_{0}&&w_{n-3}\\&&&\ddots &\\-w_{1}&-w_{2}&-w_{3}&&w_{0}\end{array}}\right]}
является инверсией для {\displaystyle V}, то есть {\displaystyle V*W=const*I}, где {\displaystyle I} — единичная матрица.
1. Также проверяется, что Эрмитова нормальная форма для {\displaystyle V} имеет вид, указанный выше, а именно все столбцы, кроме левого, образуют единичную матрицу. В таком случае вся матрица {\displaystyle V} может быть получена с помощью элементов r и d.

Открытым ключом будет являться матрица {\displaystyle V}, заданная числами r и d. Закрытым ключом будут являться два многочлена {\displaystyle (v,w)}.
Шифрование
Пусть требуется зашифровать бит {\displaystyle {m\in (0,1)}}
На входе имеется бит b и открытый ключ V. Выбирается шумовой вектор {\displaystyle u}, компоненты которого принимают значения 0,1,-1.
Затем вычисляется вектор {\displaystyle a=2*u+b*e_{1}}, а шифротекст вычисляется по формуле {\displaystyle c=a{\bmod {V}}=a-([a*V^{-1}]*V)}
Здесь для базиса V пространства L и данного вектора c выражение {\displaystyle c{\bmod {V}}} используется для обозначения вектора {\displaystyle c'\in P(V)} такого, что {\displaystyle c-c'\in L}
Расшифровывание
На входе имеется вектор С и матрицы V и W. Исходный бит b получается в результате операции:
{\displaystyle b=a{\bmod {2}}=(c{\bmod {V}}){\bmod {2}}=(c*(W/d)){\bmod {2}}}
Гомоморфность
Шифрование является гомоморфным относительно операций сложения и умножения. Для того, чтобы выполнить сложение или умножение шифротекстов, необходимо выполнить эти операции в базисе V
Стойкость
Защищенность своей схемы Джентри обосновал двумя проблемами: проблемой сложности худшего случая криптографии на идеальных решетках и задачей о сумме подмножеств. Обе задачи являются {\displaystyle NP}-сложными, поэтому стойкость системы сводится к {\displaystyle NP}-сложной задаче.
Недостатки
Существенным недостатком данной схемы является то, что выполнение вычислений приводит к накоплению ошибки и, после того как она превышает {\displaystyle p}, расшифровать сообщение становится невозможным. Одним из вариантов решения данной проблемы является повторное шифрование данных после некоторого количества операций, однако такой вариант снижает производительность вычислений и требует постоянного доступа к секретному ключу.

## Упрощённая схема Джентри
Рассматривается схема, гомоморфная относительно только операции сложения.
Генерация ключей
1. Выбирается число {\displaystyle n}, по модулю которого будет работать схема.
2. Выбирается секретный ключ {\displaystyle sk} — случайное число, много большее {\displaystyle n}, такое, что НОД{\displaystyle {(sk,n)=1}}
3. Выбирается публичный ключ {\displaystyle pk} — набор больших чисел {\displaystyle [a_{1},..a_{i}]}, таких, что {\displaystyle a_{i}=r*sk+e*n}, где {\displaystyle r} — небольшое случайное число, {\displaystyle e} — произвольное случайное число.

Шифрование
На входе имеется текст, который нужно зашифровать, и открытый ключ. Шифротекст будет являться суммой произвольного количества элементов открытого ключа и открытого текста.
Расшифровывание
На входе имеется шифротекст и числа {\displaystyle n} и {\displaystyle sk}. Вычисляется последовательно остаток от деления шифротекста на {\displaystyle n} и на {\displaystyle sk}. Результатом будет являться исходное сообщение.
Гомоморфность
Для того, чтобы получить сумму текстов {\displaystyle m_{1}} и {\displaystyle m_{2}}, достаточно сложить шифротексты и провести операцию расшифровывания. Действительно:
{\displaystyle {D(E(m_{1},pk)+E(m_{2},pk))=D(m_{1}+m_{2}+\sum _{i\mathop {=} 0}^{n}C_{i}pk_{i})=D(m_{1}+m_{2}+C_{1}^{'}sk+C_{2}^{'}n)=m_{1}+m_{2}}}
Плюсом данной схемы является простота реализации и малая потребность в ресурсах. К минусам можно отнести конечное множество публичных ключей и лишь частичную гомоморфность.

## Реализация Смарта и Верткаутерена
Первая попытка реализовать схему Джентри была сделана в 2010 году на Смартом и Верткаутереном. Для реализации они выбрали схему с использованием идеальных решеток для простого определителя. Такие структуры представляются с помощью двух целых чисел (вне зависимости от их размера). Смарт и Верткаутерен предложили метод расшифровывания, в котором секретный ключ является одним целым числом. Таким образом, ученым удалось реализовать гомоморфную однородную схему, но они не смогли реализовать технику Джентри в случае достаточно больших параметров, а следовательно, им не удалось получить загружаемую и полностью гомоморфную схему.
Основным препятствием в данной реализации являлась сложность генерации ключей для однородных схем: прежде всего, схемы должны генерировать очень большое количество «кандидатов» для поиска ключа, для которого определитель будет простым — может понадобиться вплоть до {\displaystyle {n^{1,5}}} кандидатов при работе со структурами размерности {\displaystyle n}. Кроме того, даже после нахождения оптимального варианта, сложность вычислений секретного ключа, соответствующего этой структуре равна, по крайней мере, {\displaystyle {{\tilde {O}}(n^{2,5})}} для решёток размерности {\displaystyle n}. По этим причинам ученым не удалось сгенерировать ключи размерностей {\displaystyle {n>2048}}. Кроме того, Смарт и Веркаутерен оценили, что многочлен расшифровки будет иметь степень в несколько сотен, а это требует для процедуры с их параметрами использования решётки размерностью не менее {\displaystyle {n=2^{27}}}{\displaystyle {(\approx 1,3\times 10^{8})}}, что значительно превышает вычислительные возможности процедуры генерации ключей.

## Полностью гомоморфная схема Джентри
В 2011 году Крейг Джентри вместе с Шайем Халеви представил практическую реализацию для полностью гомоморфной схемы шифрования по аналогии с используемой в более ранних работах схемой Смарта и Верткаутерена. Основная оптимизация состоит в методе генерации ключей для основного относительно гомоморфного шифрования, не требующем полной инверсии многочленов. Это снижает асимптотическую сложность от {\displaystyle {{\tilde {O}}(n^{2,5})}} до {\displaystyle {{\tilde {O}}(n^{1,5})}} при работе с {\displaystyle n} размерными решетками (и на практике сокращает время расчетов от многих часов до нескольких минут).